# Simfonia nr. 6 (Ceaikovski)

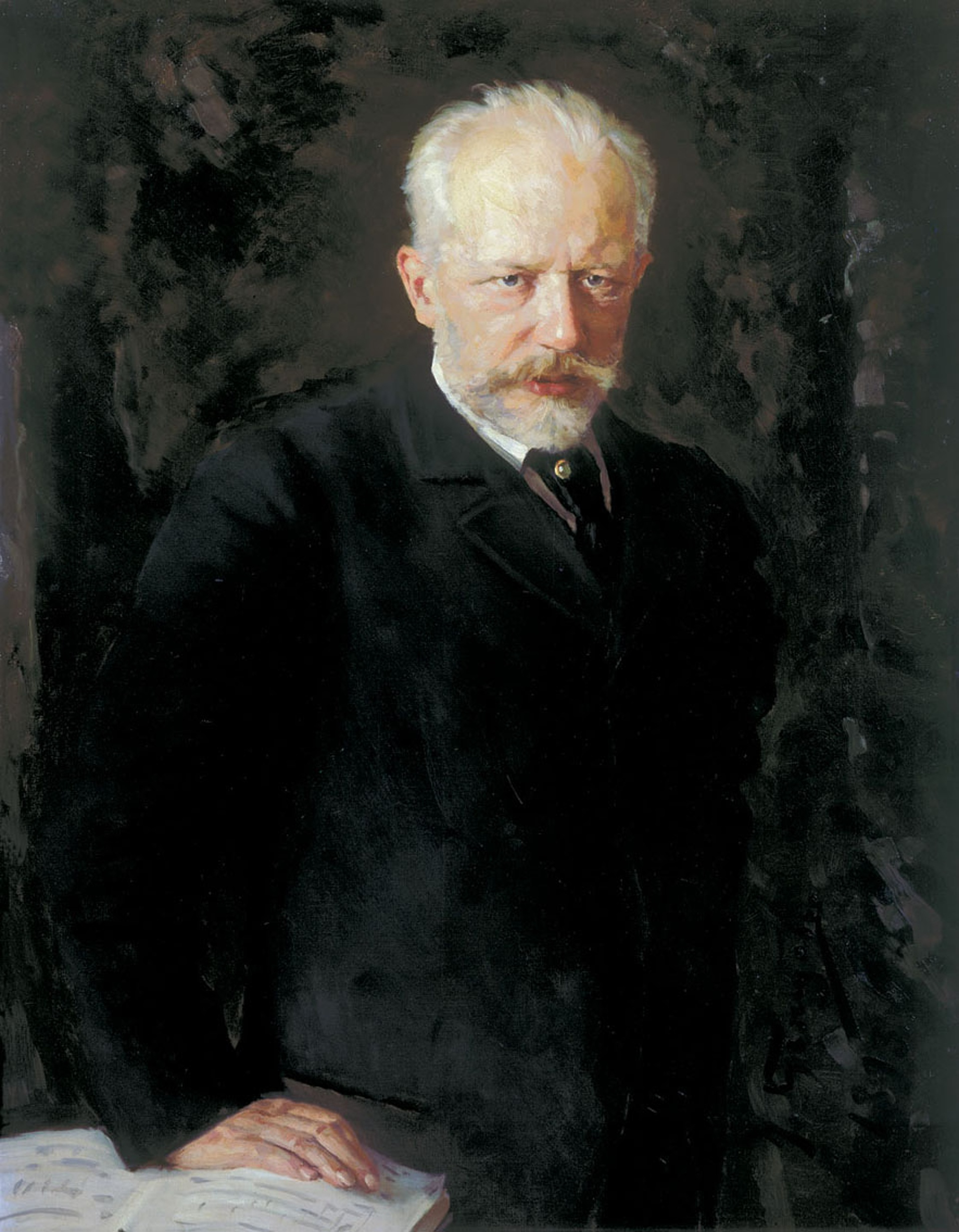
Ceaikovski, 1893.

Simfonia nr. 6 în Si minor, Op. 74, Patetica este ultima simfonie finalizată a lui Ceaikovski, compusă între februarie și sfârșitul lunii august 1893. Compozitorul a dirijat prima interpretare în Sankt Petersburg pe 16/28 octombrie 1893, cu nouă zile înainte de moartea sa. A doua interpretare, sub bagheta lui Eduard Nápravník, a avut loc 21 de zile mai târziu, la un concert memorial pe 6/18 noiembrie. A inclus câteva modificări minore făcute de Ceaikovski după premieră, fiind astfel prima interpretare a simfoniei în forma în care este cunoscută astăzi. Prima interpretare la Moscova a avut loc pe 4/16 decembrie sub bagheta lui Vasily Safonov.

## Istoric
Primele schițe au fost finalizate în primăvara anului 1891. Totuși, o parte sau toată simfonia nu era pe placul lui Ceaikovski, care a distrus manuscrisul "într-una din numeroasele sale stări de depresie și presupusa inabilitate a sa de a crea". În 1892 Ceaikovski a scris nepotului său:
Simfonia este doar o lucrare  scrisă dintr-o pură voință din partea compozitorului; nu conține nimic care să fie interesant sau simpatic. Ar trebui lăsată deoparte și uitată. Hotărîrea mea este admirabilă și irevocabilă.
În 1893, Ceaikovski menționează din nou lucrarea într-o scrisoare către fratele său:
Acum sunt complet ocupat cu noua lucrare...și mi-e foarte greu să mă despart de ea. Cred că va fi cea mai bună lucrare a mea. Trebuie să o termin cât mai repede posibil pentru că trebuie să rezolv multe treburi și în curând va trebui să plec la Londra. Ți-am spus că am finalizat o simfonie care nu a fost pe placul meu și am distrus-o. Acum am compus o simfonie pe care cu siguranță nu o voi distruge.
Simfonia a fost compusă într-o căsuță din Klin pe care Ceaikovski a părăsit-o în octombrie 1893. La puțin timp după aceea a sosit în Sankt Petersburg pentru prima interpretare, "într-o stare excelentă". Totuși, compozitorul a început să aibă o stare de teamă cu privire la simfonia sa când, la repetiții, membrii orchestrei nu au fost foarte încântați de noua lucrare. Cu toate acestea, simfonia a fost primită cu multă apreciere. Fratele compozitorului, Modest, a scris: "Au fost aplauze iar compozitorul a fost rechemat pe scenă, dar cu mai mult entuziasm decât la lucrările precedente. Nu a fost aceeași impresie puternică pe care a făcut-o lucrarea ca atunci când a fost dirijată de Eduard Nápravník pe 18 noiembrie 1893 și mai târziu, ori de câte ori era interpretată".

## Titlul
Titlul în rusă a simfoniei, Патетическая (Patetičeskaja), înseamnă "pasional" sau "afectiv" și nu "stârnește milă". Ceaikovski s-a gândit inițial să numească simfonia Программная (Programmnaja sau "Simfonia programatică) dar a realizat că va încuraja curiozitatea cu privire la programă, pe care el nu dorea să o dezvăluie. Conform fratelui său, Modest, a sugerat titlul Патетическая care a fost utilizat în primele ediții ale simfoniei; nu se știe cu precizie dacă lui Ceaikovski îi plăcea sau nu titlul, cert este că editorul a ales să îl păstreze iar titlul a rămas.

## Instrumentație
Simfonia este scrisă pentru trei flauturi (al treilea dublat de piculină), două oboaie, două clarinete, două fagoturi, patru corni, două trompete, trei tromboane, tubă, timpane, tobă bas, talgere, gong și coarde. Uneori, fagotul de la începutul primei părți este înlocuit cu clarinet bas.

## Structură
1. Adagio - Allegro non troppo (Si minor - Re major - Si minor - Si major)
2. Allegro con grazia (Re major - Si minor - Re major)
3. Allegro molto vivace (Sol major - Mi minor - Sol major)
4. Finale: Adagio lamentoso - Andante (Si minor - Re major - Si minor)